# غيورغي لفوف
غيورغي يفغينييفيتش لفوف (بالروسية: Гео́ргий Евге́ньевич Львов)، مواليد 2 نوفمبر 1861، دريسدن - 7 مارس 1925، باريس رئيس الحكومة المؤقتة بعد ثورة فبراير شكل الحكومة الروسية المؤقتة من 23 مارس 1917 إلى 7 يوليو من نفس العام بعد إجبار الثورة نيكولاس الثاني التنازل عن الحكم وإزالة الإمبراطورية الروسية وخلفه لاحقا في رئاسة الحكومة المؤقتة وزير العدل ألكسندر كيرينسكي. اعتقله البلاشفة فترة بعدما توطد حكمهم ثم أطلق سراحه فلجأ بعدها إلى باريس وأمضى بها بقية حياته.

## روابط خارجية
- غيورغي لفوف على موقع الموسوعة البريطانية (الإنجليزية)